# Jeff Gordon
Jeff Gordon (født 4. august 1971) er en amerikansk tidligere racerkører. Fra 1993 til 2015 kørte han i NASCAR Sprint Cup Series for Hendrick Motorsports team.
Gordon vandt Sprint Cup Series fire gange (1995, 1997, 1998 og 2001).
Han er tidligere  holdkammerat med  Jimmie Johnson.
Han arbejder som ekspertkommentator for den amerikanske sportskanal Fox.